# Plecoptera fetna
Plecoptera fetna är en fjärilsart som beskrevs av Swinhoe 1915. Plecoptera fetna ingår i släktet Plecoptera och familjen nattflyn. Inga underarter finns listade i Catalogue of Life.